# Conveni d'Eliot
El Conveni d'Eliot es va signar el 27 d'abril de 1835 a Logronyo per Jerónimo Valdés de Noriega i el 28 d'abril de 1835 a Eulate pel carlí Tomás de Zumalacárregui y de Imaz amb la intervenció de lord Eliot, enviat pel govern britànic, per posar final als afusellaments indiscriminats de presoners i promoure el seu intercanvi, durant la Primera Guerra Carlina. El tractat estipulava:
- La preservació de les vides dels presoners
- L'intercanvi periòdic de presoners
- L'intercanvi de presoners en igual nombre per cada bàndol
- L'intercanvi d'oficials en igualtat de rang
- Els llocs on es mantinguessin els presoners havien de ser respectats
- Els presoners havien de ser jutjats segons la Llei
- Els presoners malalts i ferits havien de ser respectats
- El tractat era vigent en tots els territoris del Regne
- El Conveni seria seguit estrictament

## Aplicació
Al front basc i navarrès fou d'aplicació immediata, però a Catalunya no entrà en vigor fins al comunicat del liberal Ramon de Meer i Kindelán al cap carlí Antonio Urbiztondo el 3 de juliol a Miralcamp, i la notificació d'aquest a la Junta Superior de Berga el 9 de juliol. Ramon Cabrera i Grinyó no acceptà les disposicions del Conveni fins a les acaballes de la guerra, acordant el Conveni de Segura o Lécera el 3 d'abril de 1839 amb Antonio van Halen y Sarti.